# جامعة عفت الأهلية
جامعة عفت (بالإنجليزية: Effat University)‏ هي جامعة أهلية خاصة للبنات والبنين، تأسست في عام 1999 تقع في مدينة جدة، وتعتبر أول جامعة أهلية خصصت للبنات مبدئياً في المملكة العربية السعودية. وقد سمّيت الكلية باسم الملكة عفت الثنيان زوجة الملك السعودي فيصل بن عبد العزيز آل سعود. وهي جامعة معتمدة من قبل وزارة التعليم السعودي ومن قبل الجامعات على المستوى العالمي.

## تاريخ الجامعة
تأسست الجامعة في العام 1419هـ /1999م على يد الملكة عفت الثنيان آل سعود حرم الملك فيصل بن عبد العزيز، بمجلس مؤسسين يتضمن أبناء وبنات الملكة عفت وعددًا من الخبراء والمختصين المحليين والدوليين، وباشرت نشاطها في العام الدراسي 1420هـ/1421ـ 1999/2000م باسم كلية عفت الأهلية للبنات بجدة، بدأت الكلية نشاطها التعليمي بسبع وثلاثين طالبة، وببرامج دراسية ذات تخصصات علمية مطلوبة في سوق العمل النسائي السعودي تقدم باللغة الإنجليزية وهي: رياض الأطفال، وعلوم الحاسب، ثم أضيف إليها ثلاثة برامج في العام الدراسي 1421/1422 هـ _ 2000/2001 م تتمثل في نظم المعلومات، وعلم نفس تربوي، واللغة الإنجليزية والترجمة.
وفي عام 1423هـ/ 2002م انضمت كلية عفت إلى جامعة الفيصل الأهلية لتكون إحدى كلياتها، وفي العام الدراسي 1426/1427هـ ـ 2005/2006م استحدثت ثلاثة برامج جديدة وهي: إدارة الأعمال، ولأول مرة في تاريخ تعليم المرأة السعودية بطرح برنامجي العمارة والهندسة الكهربائية وهندسة الحاسبات.
وبتاريخ 25/10/1426هـ الموافق 27/11/2005م انفصلت كلية عفت عن جامعة الفيصل، لتكون مؤسسة تعليمية مستقلة، تعمل تحت مظلة مؤسسة الملك فيصل الخيرية، وذلك ضمن اجراءات تحويلها إلى جامعة، وفي عام 2008 م تم الاعتراف بكلياتها الثلاث (كلية عفت الأهلية للعلوم الإنسانية والاجتماعية، وكلية عفت الأهلية للهندسة، وكلية عفت الأهلية للأعمال) التي يندرج تحتها ثمانية برامج علمية بتخصصات متنوعة.
وفي عام 1430هـ - 2009م وافق مجلس التعليم العالي على تأسيس جامعة عفت الأهلية للبنات لتشمل الكليات والأقسام التالية: كلية العلوم الإنسانية والاجتماعية وتشمل على قسم اللغة الإنجليزية والترجمة، وقسم علم النفس. وكلية الهندسة وتشمل على قسم الهندسة الكهربائية وهندسة الحاسبات، وقسم الحاسب الآلي، وقسم نظم المعلومات، وقسم العمارة، وقسم الإنتاج المرئي والرقمي. وكلية الأعمال وتشمل على قسم المالية، وقسم التسويق، وقسم إدارة الموارد البشرية، وقسم إدارة العمليات والمعلومات، وقسم الريادة في الأعمال.
وفي عام 2001 م تأسست عمادة الدراسات العليا والبحث العلمي، وكان أول برنامج للدراسات العليا بجامعة عفت هو برنامج الماجستير في الإدارة المالية الإسلامية MIFM والذي تقدمه الجامعة بالتعاون مع كل من جامعة إراسموس بهولندا والمعهد العالي للأعمال بلبنان، حيث ابتدأت الدراسة فيه في الفصل الدراسي الثاني للعام 2010/ 2011. وفي عام 2017/2018 فُتح باب القبول لبرنامج الماجستير في العلوم في هندسة الطاقة، وفي عام 2013 م طرحت جامعة عفت للمرة الأولى في السعودية برنامج الإنتاج المرئي والرقمي في إطار كلية الهندسة.

## إدارة الجامعة
- الأميرة لولوة الفيصل بن عبد العزيز آل سعود
- الأميرة سارة الفيصل بن عبد العزيز آل سعود

## تخصصات الجامعة
- علوم الحاسب الآلي.
- علم النفس.
- اللغة الإنجليزية والترجمة.
- التسويق
- الموارد البشرية
- الريادة في الأعمال
- المالية
- إدارة سلسلة الإمداد
- العمارة والتصميم.
- الهندسة الكهربائية وهندسة الحاسبات.
- الفنون السينمائية

## مبنى مكتبة الجامعة
يعتبر مبنى جامعة عفت أحد أفضل المباني من حيث المساحة والتجهيز والتنسيق، وتقع المكتبة في الدور الأرضي إضافة إلى قاعة الأجتماعات والقراءة الحرة، ومعامل وغرف دراسية في الطابق الثاني، ويبلغ عدد موظفي المكتبة إلى أكثر من خمس موظفين يحملون شهادة الماجستير في نظام المكتبات والمعلومات وبكالوريوس مكتبات ومعلومات، وبكالوريوس علوم وتجار، وقد تفاوتت مقتنيات المكتبة مابين 8000عنوان، و13 صحيفة، و12 مجلة، وتقوم بتقديم خدماتها عن طريق الإعارة والتوجيه والإرشاد والرد على جميع الاستفسارات والخدمات المرجعية لتوفير المواد المحجوزة والكتاب الأكاديمي للبيع.

## وصلات خارجية
- الموقع الإلكتروني